# Ochsensaal
 Ochsensaal  ist ein Ortsteil der Stadt Dahlen im Landkreis Nordsachsen in Sachsen.

## Geografie und Verkehrsanbindung
Der Ort liegt nordwestlich der Kernstadt Dahlen an der Kreisstraße K 8904 in der Dahlener Heide. Westlich des Ortes verläuft die S 21 und östlich die S 24. Im Ort hat der südwestlich fließende Lossabach, ein Zufluss der Lossa, seine Quelle.

## Kulturdenkmale
In der Liste der Kulturdenkmale in Dahlen (Sachsen) sind für Ochsensaal sieben Kulturdenkmale aufgeführt.

## Siehe auch

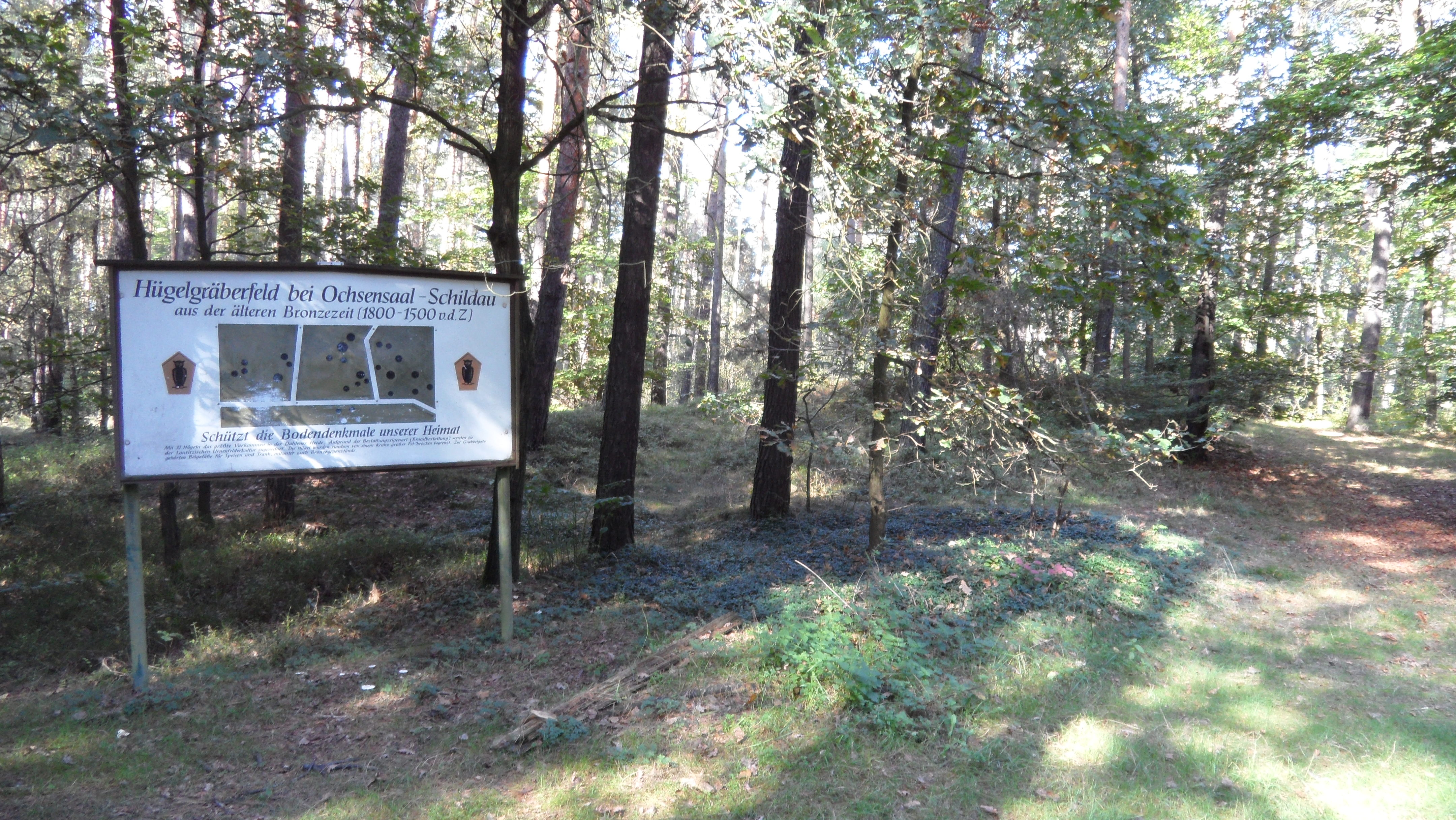
Hügelgräberfeld Ochsensaal